# Brandon Ríos
Brandon Lee Ariel Ríos (Lubbock, Texas, 29 de abril de 1986) es un boxeador estadounidense y el excampeón ligero AMB. Brandon es entrenado por el excampeón súper pluma de la IBF Roberto García.

## Carrera amateur
Brandon te la toca entera|amateur]] de 230-35, e incluso tiene una victoria sobre John Molina, Jr. En 2004 se convirtió en campeón de peso pluma Nacional Amateur en Estados Unidos, también fue un olímpico en 125 libras para los Estados Unidos. "Cuando me conoció Roberto en las pruebas olímpicas en Mississippi, es cuando Roberto llegó y trabajó mi esquina, que fue un grave error ", dijo Ríos, y García comenzó a reírse. "Nunca debería haber hecho eso porque mi papá era mi entrenador amateur a través de toda mi carrera. Te acostumbras a una persona y luego vienes con otro hombre y que en realidad no lo conoces? Para mí, esto me ha puesto en mal estado. Pero, de nuevo, me alegro de que nos encontramos, ya hemos intercambiado información y que me trajo hasta aquí".

## Carrera profesional

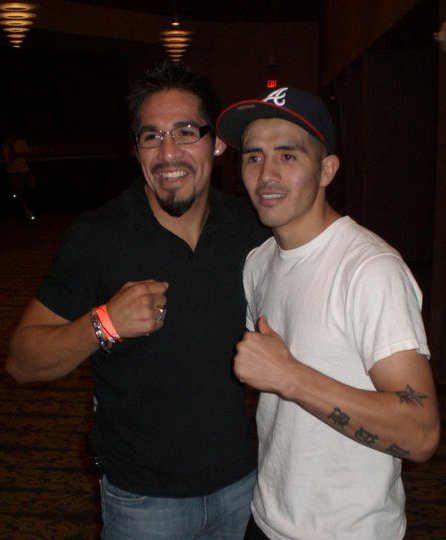
Brandon Ríos con Antonio Margarito.

Tiene un contrato con la empresa Top Rank de Bob Arum. El 17 de octubre de 2009, Ríos ganó por TKO en el round 7 a Manuel Pérez. Jorge Teron fue la siguiente víctima de Brandon, el puertorriqueño Teron duró hasta el tercer round.
La siguiente pelea en una eliminatoria por el título de la WBA contra el invicto contendiente Anthony Peterson. Ríos tiro a Peterson a la lona con una mano izquierda al final del quinto round. En el sexto round, un desesperado Peterson conectó varios golpes bajos en Ríos, perdiendo dos puntos en el proceso en el séptimo round, Peterson aterrizó golpes bajos, una vez más, lo que provocó que el árbitro detuviera el combate y se adjudicara la victoria por descalificación. Brandon fue líder en las tres tarjetas antes de la detención.
Su siguiente pelea fue en la cartelera de Antonio Margarito vs Manny Pacquiao. Ríos ganó a Omri Lowther por TKO en el quinto asalto.

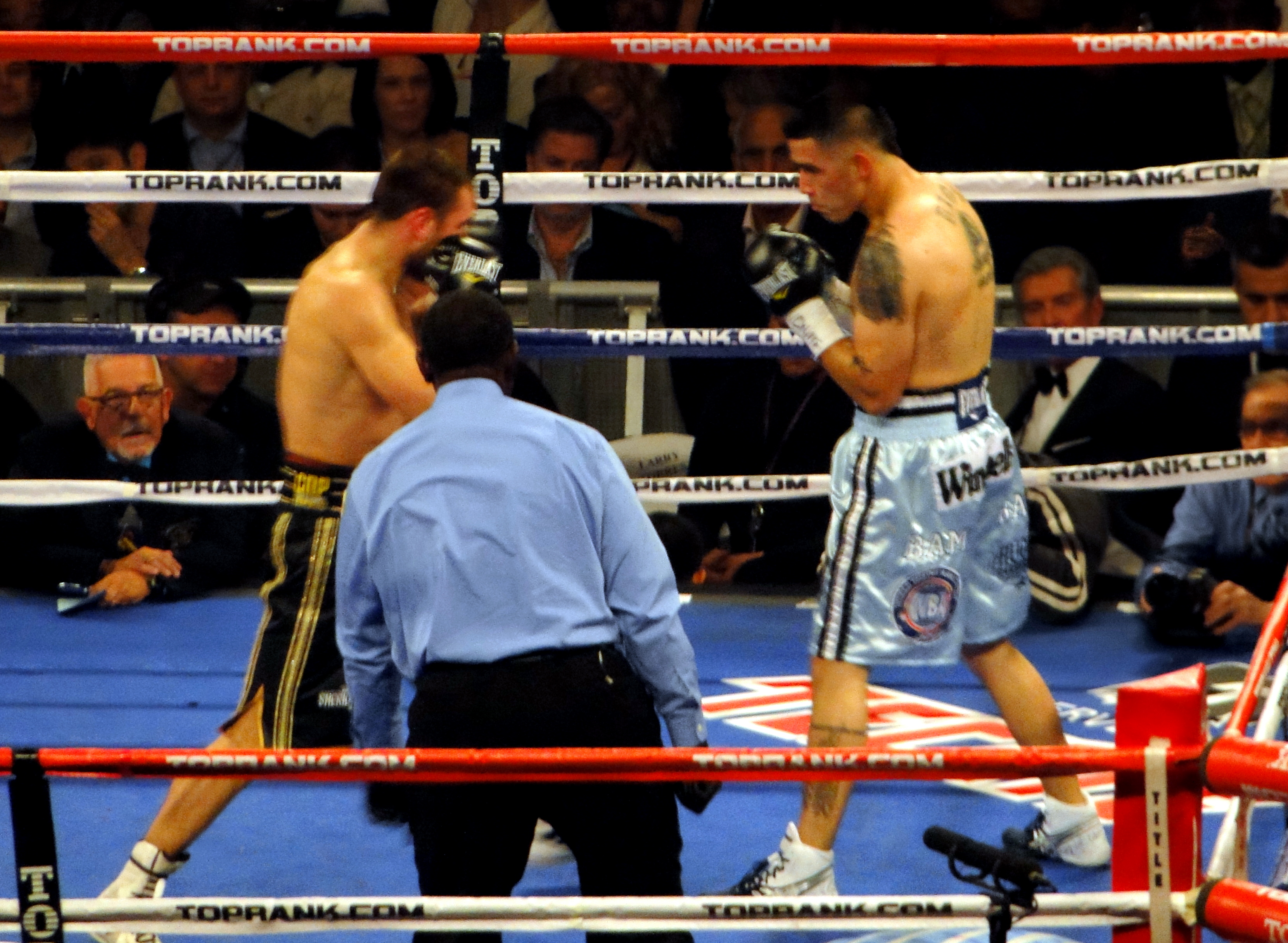
Brandon Ríos contra John Murray donde antes perdería el título por no dar el peso.

### Campeonato ligero AMB
El 26 de febrero de 2011, Ríos ganó su combate contra Miguel Acosta por el campeonato ligero de la AMB  a través de un nocaut técnico en el 10.º asalto.
En su primer defensa se enfrentó Brandon a Urbano Antillón contendiente por el título, al cual noqueo en el tercer round.
Volvería a pelear el 3 de diciembre de 2011 en el Madison Square Garden para defender su título, sin embargo Ríos fue despojado del cinturón de peso ligero de la WBA, debido a que no pudo dar el peso de la división.
Aun así pudo derrotar a su rival John Murray por TKO en el undécimo asalto.
Su siguiente pelea sería en el Mandalay Bay Resort de Las Vegas, el 14 de abril de 2012, contra el cubano Richard Abril; y estaba en juego el título que se le había despojado, no obstante, Ríos volvió a fallar en el pesaje, por lo que el título solo estaba en línea para Abril. Durante la pelea se vio mejor el cubano, defendiéndose bien y atacando en algunos momentos; Ríos no pudo acertar la mayoría de sus golpes. Al finalizar los 12 asaltos, Ríos ganaría la pelea con una controvertida decisión dividida sobre Abril.

### Peso superligero
La primera pelea de Ríos en esta división sería el 13 de octubre de 2012, en el Home Depot Center de Carson, California; contra el también invicto Mike Alvarado. La pelea fue cerrada desde el principio, ambos peleadores lanzaban potentes golpes, habiendo una ligera ventaja para Alvarado en la mayoría de los asaltos, no obstante durante el noveno round, Ríos logró conectar un potente golpe de derecha, lo que hizo retroceder a su oponente y dejarlo en mal estado, después de lanzar varios golpes más, el réferi tuvo que detener la pelea y así Ríos obtenía la victoria de la pelea por TKO y mantenía su racha invicta.
Para el 30 de marzo de 2013, se enfrentaría en revancha contra Alvarado por el Título Interino de la WBO en el Mandalay Bay de Las Vegas. Aunque inicialmente se veía una ligera superioridad de Brandon, incluso en el segundo round pondría en mal estado a Mike; la potencia de Ríos fue disminuyendo, y un mejor boxeo de parte de Alvarado, hizo que se llegara a finalizar los 12 asaltos, dando como resultado una decisión unánime para este último (con tarjetas de 115-113, 115-113 y 114-113); por lo que Ríos perdía su invicto y Alvarado obtenía el cinturón.

## Record profesional
| 35 Ganadas (26 KOs), 5 Derrotas, 1 Empate |        |                       |      |                 |                          |                                                                  | |
| Res.                                      | Record | Oponente              | Tipo | Rd., Tiempo     | Datos                    | Lugar                                                            | Notas |
| D                                         | 35-5-1 | Humberto Soto         | UD   | 12              | 23 de febrero de 2019    | Auditorio Fausto Gutiérrez Moreno, Tijuana, México               | |
| G                                         | 35-4-1 | Ramón Álvarez         | TKO  | 9 (12), 0:38    | 17 de noviembre de 2018  | Kansas Star Arena, Mulvane, Kansas                               | |
| D                                         | 34-4-1 | Danny Garcia          | TKO  | 9 (12), 2:25    | 17 de febrero de 2018    | Mandalay Bay Hotel & Casino, Events Center, Las Vegas, Las Vegas | |
| G                                         | 34-3-1 | Aaron Herrera         | KO   | 7 (10), 2:11    | 11 de junio de 2017      | Pioneer Event Center, Lancaster                                  | |
| D                                         | 33-3-1 | Timothy Bradley       | TKO  | 9 (12), 2:49    | 7 de noviembre de 2015   | Thomas & Mack Center, Las Vegas, Nevada                          | Por el Título mundial de la WBO en el peso wélter.                                                               |
| G                                         | 33-2-1 | Mike Alvarado         | RTD  | 3 (12)          | 24 de enero de 2015      | 1stBank Center, Bloomfield, Colorado                             | Por el Título vacante Latino de la WBO en el peso wélter.                                                        |
| G                                         | 32-2-1 | Diego Gabriel Chaves  | DQ   | 9 (10), (1:26)  | 2 de agosto de 2014      | Cosmopolitan, Las Vegas, Nevada.                                 | El réferi Vic Drakulich descalifica al argentino por abrazar mucho. El argentino estaba ganando en las tarjetas. |
| D                                         | 31-2-1 | Manny Pacquiao        | UD   | 12              | 24 de noviembre de 2013  | Cotai Arena, Venetian Resort, Macao                              | Pelea en la división wélter.                                                                                     |
| D                                         | 31-1-1 | Mike Alvarado         | UD   | 12              | 30 de marzo de 2013      | Mandalay Bay, Las Vegas, Nevada.                                 | Por el Título Interino de la WBO en el peso superligero.                                                         |
| G                                         | 31-0-1 | Mike Alvarado         | TKO  | 7 (10), (1:57)  | 13 de octubre de 2012    | Home Depot Center, Carson.                                       | Por el Título vacante Latino de la WBO en el peso superligero.                                                   |
| G                                         | 30-0-1 | Richard Abril         | SD   | 12              | 14 de abril de 2012      | Mandalay Bay, Las Vegas, Nevada.                                 | Por el Título vacante de Peso Ligero de la WBA.                                                                  |
| G                                         | 29-0-1 | John Murray           | TKO  | 11 (12), (2:06) | 3 de diciembre de 2011   | Madison Square Garden, Manhattan, New York.                      | Ríos pierde el título por no dar el peso.                                                                        |
| G                                         | 28-0-1 | Urbano Antillón       | TKO  | 3 (12), (2:39)  | 9 de julio de 2011       | Home Depot Center, Carson, California.                           | Retiene título ligero de la WBA.                                                                                 |
| G                                         | 27-0-1 | Miguel Acosta         | TKO  | 10 (12), (1:14) | 26 de febrero de 2011    | Palms Hotel and Casino, Las Vegas, Nevada.                       | Gana título Ligero de la WBA                                                                                     |
| G                                         | 26-0-1 | Omri Lowther          | TKO  | 5 (10), (2:35)  | 13 de noviembre de 2010  | Cowboys Stadium, Arlington, Texas.                               | |
| G                                         | 25-0-1 | Anthony Peterson      | DQ   | 7 (12), (1:13)  | 11 de septiembre de 2010 | Palms Casino Resort, Las Vegas, Nevada.                          | Eliminatoria para el título ligero AMB.                                                                          |
| G                                         | 24-0-1 | Jorge Teron           | TKO  | 3 (10), (1:13)  | 6 de febrero de 2010     | Convention Center, McAllen, Texas.                               | Gana el título vacante ligero de la NABF.                                                                        |
| G                                         | 23-0-1 | Lorenzo Estrada       | TKO  | 1 (10), (2:06)  | 6 de noviembre de 2009   | Convention Center, Garden City, Kansas.                          | |
| G                                         | 22-0-1 | Manuel Pérez          | TKO  | 7 (10), (1:16)  | 17 de octubre de 2009    | Whataburger Field, Corpus Christi, Texas.                        | |
| G                                         | 21-0-1 | Daniel Valenzuela     | KO   | 2 (8), (0:05)   | 12 de septiembre de 2009 | El Palenque de la Feria, Tepic, Nayarit, México.                 | |
| G                                         | 20-0-1 | Oscar Meza            | TKO  | 5 (10), (0:24)  | 16 de mayo de 2009       | Buffalo Bill's Star Arena, Primm, Nevada.                        | |
| G                                         | 19-0-1 | Carlos Guevara        | KO   | 5 (10), (1:11)  | 19 de diciembre de 2008  | National Western Complex Arena, Denver, Colorado.                | |
| E                                         | 18-0-1 | Manuel Pérez          | MD   | 10              | 3 de octubre de 2008     | National Western Complex Arena, Denver, Colorado.                | |
| G                                         | 18-0   | Sandro Marcos         | TKO  | 2 (8), (2:13)   | 25 de julio de 2008      | Hard Rock Hotel and Casino, Las Vegas, Nevada.                   | |
| G                                         | 17-0   | Ricardo Domínguez     | SD   | 10              | 15 de mayo de 2008       | Plaza Monumental, Aguascalientes, Aguascalientes, México.        | |
| G                                         | 16-0   | Alvin Brown           | TKO  | 2 (8), (1:10)   | 14 de marzo de 2008      | Cicero Stadium 1909 S. Laramie, Cicero, Illinois.                | |
| G                                         | 15-0   | Carlos Madrid         | SD   | 6               | 25 de julio de 2007      | Isleta Casino & Resort, Albuquerque, Nuevo México.               | |
| G                                         | 14-0   | Humberto Tapia        | UD   | 8               | 22 de diciembre de 2006  | Cicero Stadium, Cicero, Illinois.                                | |
| G                                         | 13-0   | Elías López           | UD   | 6               | 13 de octubre de 2006    | Palo Duro Golf Club, Nogales, Arizona.                           | |
| G                                         | 12-0   | Wayne Fletcher        | KO   | 3 (6), (2:28)   | 8 de septiembre de 2006  | Gilley's, Dallas, Texas.                                         | |
| G                                         | 11-0   | Juan Alfonso Figueroa | TKO  | 6 (8), (2:21)   | 5 de mayo de 2006        | Activities Center, Maywood, California.                          | |
| G                                         | 10-0   | Freddy Castro         | TKO  | 3 (6), (1:05)   | 3 de marzo de 2006       | Activities Center, Maywood, California.                          | |
| G                                         | 9-0    | Joel Ortega           | KO   | 5 (8), (1:55)   | 20 de enero de 2006      | Activity Center, Maywood, California.                            | |
| G                                         | 8-0    | Mike Pare             | UD   | 4               | 25 de noviembre de 2005  | Santa Ana Star Casino, Bernalillo, Nuevo México.                 | |
| G                                         | 7-0    | Ángel Eduardo Mata    | UD   | 6               | 30 de septiembre de 2005 | Steven's Steakhouse, Commerce, California.                       | |
| G                                         | 6-0    | Jamie Alvarado        | TKO  | 1 (4), (2:08)   | 15 de julio de 2005      | Aragon Ballroom 1106 W Lawrence, Chicago, Illinois.              | |
| G                                         | 5-0    | Ramón Flores          | TKO  | 1 (4), (1:18)   | 18 de junio de 2005      | Activity Center, Maywood, California.                            | |
| G                                         | 4-0    | Gerardo Robles        | TKO  | 3 (4), (1:11)   | 3 de junio de 2005       | Performing Arts Center, Oxnard, California.                      | |
| G                                         | 3-0    | Ricky Ponce           | TKO  | 1 (4), (1:14)   | 28 de febrero de 2005    | Performing Arts Center, Oxnard, California.                      | |
| G                                         | 2-0    | Abraham Verdugo       | TKO  | 2 (4), (1:15)   | 27 de agosto de 2004     | Dodge Theater, Phoenix, Arizona.                                 | |
| G                                         | 1-0    | Raúl Montes           | TKO  | 3 (4),(1:35)    | 23 de julio de 2004      | Convention Center, Oxnard, California.                           | Debut professional de Ríos.                                                                                      |

## Vida personal
Brandon está casado con Victoria López y tiene tres hijos, dos de una relación anterior. Ríos dio el nombre Laila y Mia a sus dos hijas, en honor a las boxeadoras Mia St. John y Ali Laila. Su hijo se llama Marco Antonio, por el campeón mundial mexicano Marco Antonio Barrera.

### Pelea con Víctor Ortiz
Como boxeadores aficionados tanto Brandon Ríos y Víctor Ortiz pelearon fuera del gimnasio de boxeo mismo en Garden City, Kansas, el Garden City Boxing Club, donde fueron entrenados por Manuel Ríos. Durante un corto tiempo el padre de Brandon fue su entrenador, cuando ambos aún vivían en Kansas. Ortiz tarde se trasladaría a Oxnard a entrenar con Roberto García, Ríos también dejó Kansas después de haber sido invitado por García para entrenar en Oxnard. En 2009, después de un incidente relacionado con Brandon, Víctor Ortiz y su hermano menor Temo Ortiz, su relación se convirtió en tensas. Una pelea entre Ríos y Ortiz se ha propuesto en un peso intermedio de la libra 138 o incluso a la libra 140.

### Freddie Roach incidente
En el período previo a la pelea en el Cowboys Stadium, Ríos llegó a los titulares, junto con Antonio Margarito y Roberto García, cuando Elie Seckbach entrevistó a los tres de ellos y mostró al grupo burlándose del entrenador de Manny Pacquiao, Freddie Roach, Roach tiene la enfermedad de Parkinson. García explicó que Ríos estaba "bromeando", y que Brandon era también consciente de que Roach está sufriendo de la enfermedad de Parkinson.